# Vioolconcert in één deel
Richard Arnell componeerde zijn Vioolconcert in één deel opus 9 van 25 maart 1940 tot 27 juni van dat jaar.

## Geschiedenis
Het was zijn eerste serieuze concertcompositie. Al eerder had hij een werk gecomponeerd voor een solo-instrument met begeleiding, onder de titel divertimento voor piano en kamerorkest. Als student had hij al een vioolconcert geschreven, maar dat is privé gebleven en was opgedragen aan John Ireland. Pas veel later (1953) schreef hij zijn tweede vioolconcert. Het concert van 1940 had een moeilijke start; het is geschreven in New York in 1940, maar moest zes jaar wachten op de première. De Britse première volgde pas, toen hij zijn tweede vioolconcert al voltooid had. Harold Kohon speelde de eerste Amerikaanse uitvoering op 22 maart 1946 met de National Orchestral Association onder leiding van Leon Barzin. De eerste publieke uitvoering in Engeland werd gespeeld door Jean Pougnet met het BBC Northern Orchestra onder leiding van Charles Groves op 27 januari 1954.

## Muziek
Hoewel het concert maar één deel bevat zijn er wel secties te onderscheiden; de grens daartoe wordt gevormd door de twee cadenzen zodat uiteindelijk het werk toch een klassieke opbouw van een concert (drie delen) heeft. De delen zijn min of meer ook door middel van de tempoaanduidingen te onderscheiden:
- Andante con moto – cadenza – allegro moderato – con brio – andante con moto – cadenza – allegro moderato – poco piu vivace – allegro vivace.

### Orkestratie
- soloviool
- 2 dwarsfluiten, 2 hobo’s, 2 klarinetten, 2 fagotten
- 4 hoorns, 3 trompetten, 3 trombones, 1 tuba
- pauken,
- violen, altviolen, celli, contrabassen.

## Discografie
- Uitgave Dutton Vocalion : Lorraine McAslan met het Royal Scottish National Orchestra onder leiding van Martin Yates.

## Studentversie
De orkestratie van het vioolconcert uit zijn studententijd is ook bekend, met een kleinere bezetting van soloviool, 2 dwarsfluiten, 2 hobo’s, 2 klarinetten, 2 fagotten; 4 hoorns, 2 trompetten, pauken, violen, altviolen, celli en contrabassen.